# Madeleine (hospice)
Pour les articles homonymes, voir Madeleine.
Une madeleine est un hospice fondé et géré par des chrétiens dès les premières époques de la diffusion du judéo-christianisme oriental. Il peut être hérité d'institutions de soins païennes variées ou des hospices primitifs du type valetudinaria à l'usage de blessés, vieillards, infirmes méritants. Le patronage de sainte Marie-Madeleine progressivement appliqué indique la mainmise chrétienne sur ces organisations de soins en partie charitables. La pitié chrétienne est parfois à l'origine de la fondation d'établissements ou de leurs déplacements, mais plus souvent reste simple continuatrice par une surveillance et une gestion mesurée.

## Le patronage mythique de Madeleine
Les chrétiens primitifs ont présenté de façon exemplaire la miséricorde et la repentance de Madeleine. Madeleine remplace la figure pleine de santé d'Hygie. Les pleurs de Madeleine sont l'équivalent d'un flux d'eau rafraichissant ou d'un pommeau douche moderne à pression d'eau contrôlée pour laver les pieds du Christ. Les fins cheveux de l'abondante chevelure de la consolante prennent l'aspect d'une serviette pour essuyer les pieds : semblables à un vent adoucissant le corps, ils assèchent à des fins d'hygiène. 
On comprend alors le Noli me tangere final de l'existence terrestre, l'eau et le vent présents dans le pédiluve magdalénien ne peuvent purifier que les vivants ou les malades. Les corps morts mis en boîte après trois jours, au tombeau doivent justement s'en protéger.

## Hôpitaux ruraux
Les madeleines des premiers siècles chrétiens ont souvent été installées dans des lieux paisibles à proximité de chemins et de routes accessibles pour y mener les vivres et accomplir les services. L'art d'Hippocrate dans le meilleur des cas se limite souvent à un service modeste de soins palliatifs. Les médications et les soins dans ces maladreries appartiennent à la tradition antique, onguents, pommades, drogues botaniques ou chimiques aux effets connus... mais surtout hygiène, lavage, bains et massage...
Ces hospices ou hôpitaux situés souvent en pleine nature, mises à part quelques grandes halles ou maisonnettes appelées maizes ou maizières, sont placés sous surveillance religieuse. Ce sont souvent des ordres monastiques dominants comme les bénédictins dès l'époque carolingienne, qui en ont organisé le financement initial et assurent l'intendance. La gestion quotidienne est laissée à de simples desservants, souvent des malades rescapés, ou à des lignées d'indigents. Le rôle des moines consistait à assurer les derniers sacrements, à prier pour les âmes mourantes et à superviser le financement courant, et au besoin à délester les institutions surchargées en orientant vers des mouroirs les malades les plus graves ou les grabataires.
Les médecins véritables n'ont pas souvent visité ces endroits souvent malfamés, si ce n'est les plus curieux étudiants au cours de leur apprentissage médical. Aussi les plus courageux et inquiets d'entre eux, à l'âme de chercheurs, ont pu observer, tester et comprendre les maladies au stade final et ne jamais cesser de continuer à proposer des thérapeutiques à la fois anciennes et renouvelées.

## Évolution à l'origine de toponyme
Au gré des épidémies et des pandémies, les madeleines se sont spécialisées, allant jusqu'à accueillir sur les vastes espaces forestiers la foule des bannis du monde des vivants, les lépreux et autres malades contagieux. Il faut comprendre que les soins médicaux ressortaient du domaine privé, en l'occurrence de la lignée familiale et plus tard de la famille nucléaire. Aller dans un hospice ou une madeleine est longtemps un abandon déchirant, une issue finale, soit d'un être à la dérive sans ressource ni famille, soit d'un abandonné de sa famille, voire d'un groupe entier mis à l'écart, soumis à l'opprobre ou oppression sociale à cause d'une contagion supposée. Les léproseries, situées à l'écart des bons terroirs agricoles, marquent souvent un territoire sur la longue durée, le préfixe mal ou mau venant se fixer sur le nom de lieu initial. Les pestiférés sont laissés à proximité des vignes en dehors des bans de vendange.
Souvent spécialisées dans les pires cas abandonnés par le savoir médical, appliquant les vieilles thérapeutiques éculées par impuissance de comprendre la pathologie, leur disparition progressive est attestée à l'âge classique, clôturant un remplacement multiséculaire par des hospices et hôpitaux, nouvelles institutions religieuses conçues sur le mode de l'urbanité. Les madeleines n'en ont pas moins laissé une multitude de toponymes souvent perpétués au mieux par une chapelle intacte ou une succession de lieux-dits isolés ou banals possédant quelques marqueurs désuets que l'urbanisme moderne s'est souvent empressé d'effacer du paysage.